# 済州西部警察署
済州西部警察署（チェジュソブけいさつしょ）は、済州地方警察庁所管の警察署である。

## 管轄区域
- 済州市のうち、外都洞、老衡洞、吾羅洞、梨湖洞、道頭洞、龍潭2洞、涯月邑、翰林邑、翰京面

## 沿革
- 2007年11月30日 - 開署。

## 組織
- 警務課
- 生活安全課
- 捜査課
- 情報保安課
- 警備交通課

## 管轄地区隊
- 連洞地区隊
- 老衡地区隊

## 管轄派出所
- 下貴派出所
- 涯月派出所
- 翰林派出所
- 翰京派出所

## 管轄治安センター
- 飛揚治安センター
- 翰西治安センター